# Peter Bartalský
Peter Bartalský (* 27. Januar 1978 in Malacky) ist ein slowakischer Fußballspieler.

## Vereinskarriere
Bartalský spielte in seiner Jugend sechs Jahre für den ŠK Malacky. Von 1994 bis 1998 war er Torwart des Juniorenmannschaft von Inter Bratislava, in Jahren 1998 bis 2004 stand er im Tor der A-Mannschaft von Inter, ehe er im Sommer 2004 zum FK Viktoria Žižkov wechselte. Dort spielte er sieben Jahre. Im Februar 2011 wechselte er zum ŠK Slovan Bratislava, mit dem er slowakischer Meister wurde und den nationalen Pokalwettbewerb gewann. Bartalský stand in dieser Spielzeit jedoch nur einmal im Tor.

## Erfolge
- Fußballmeister der Slowakei: 2010/11
- Slowakischer Fußballpokalsieger: 2011